# گویشیل بوکشین
این یک نام کره‌ای است؛ نام خانوادگی گویشیل است.
ژنرال گویشیل بوکشین (هانگول:귀실복신) یک ژنرال نظامی بکجه، یکی از سه پادشاهی کره بود. از وی به‌عنوان رهبر جنبش احیای بکجه برای بازگرداندن پادشاهی پس از سقوط پایتخت در ۶۶۰ توسط اتحاد شیلا-تانگ یاد می‌شود.